# Białołęka
Białołęka je městský obvod ve Varšavě v severní části města. Má rozlohu 74 km² a v roce 2011 měl 92 000 obyvatel. 27. října 2002 byla vyhlášena gminou. Obvod je pojmenován po šlechtici Białołęckim, který jej odkoupil před první světovou válkou.